# Pavilhão de Macau

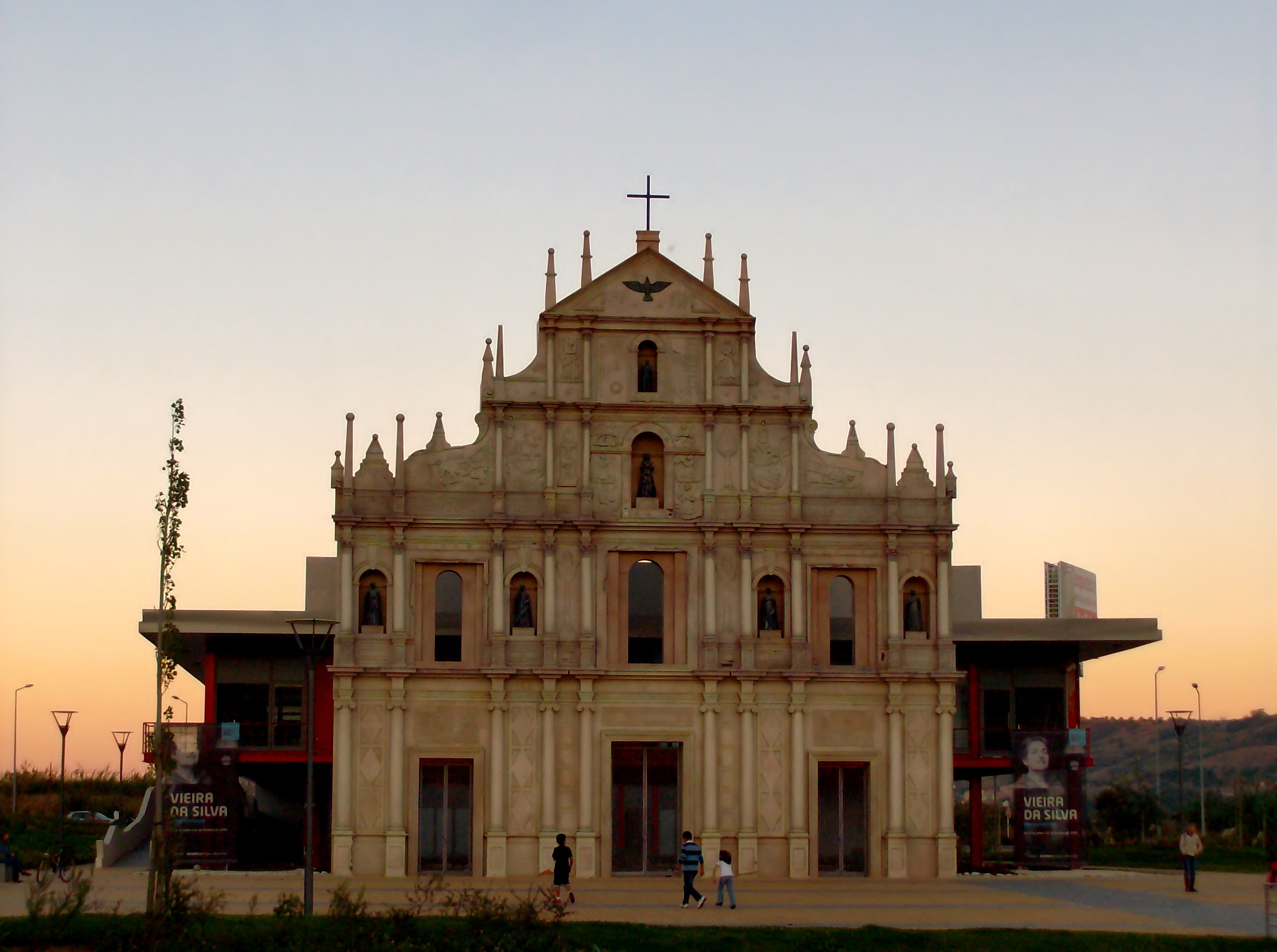
Pavilhão de Macau no Parque da Cidade de Loures

O Pavilhão de Macau era o pavilhão da Expo '98 dedicado a esta área chinesa administrada por Portugal.
O pavilhão tinha como fachada uma réplica mais pequena da fachada da Igreja de S. Paulo, e passava pelas várias facetas de Macau, incluindo o jogo (era dada à entrada do pavilhão uma ficha para as slot machines que se encontravam no interior). No espaço central havia uma réplica de um jardim chinês. O fim da visita continha um filme em ecrã panorâmico sobre a região. Durante o genérico final, uma maquete da skyline de Macau surgia de um aquário colocado à frente do ecrã.
O pavilhão continuou a operar durante vários meses após a reabertura do recinto em Novembro como Parque das Nações. Posteriormente foi desmantelado, tendo a sua estrutura e respectiva fachada sido reconstruídas no Parque da Cidade, em Loures.